# Jakob Brechbühl
Jakob Brechbühl (29 gennaio 1952) è un ex calciatore svizzero, di ruolo difensore.

## Carriera

### Nazionale
Ha collezionato venti presenze con la propria Nazionale.

## Palmarès

### Club

#### Competizioni nazionali
- Coppa Svizzera: 1

Young Boys: 1976-1977
- Coppa di Lega svizzera: 1

Young Boys: 1975-1976

#### Competizioni internazionali
- Coppa delle Alpi: 1

Young Boys: 1974